# Arabis blepharophylla
Arabis blepharophylla é uma espécie de Arabis. É endémica da Califórnia, crescendo principalmente na Baía de São Francisco e nas proximidades de baixa elevação da Costa da Califórnia.